# Ted Raimi

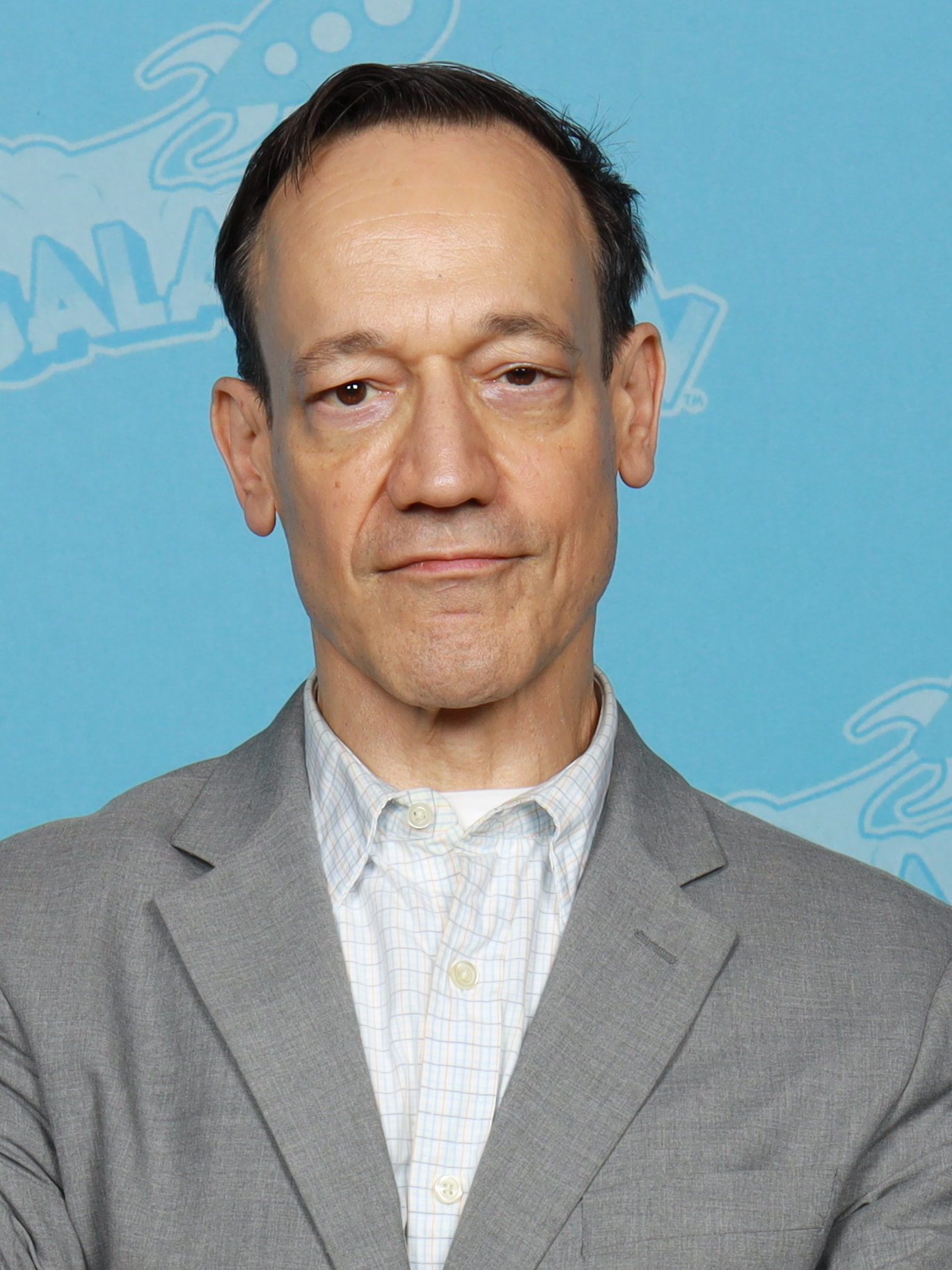
Ted Raimi (2024)

Ted Raimi (* 14. Dezember 1965 in Detroit, Michigan, als Theodore Raimi) ist ein US-amerikanischer Schauspieler und Drehbuchautor. 

## Leben und Karriere
Ted Raimi wuchs in einer jüdischen Familie auf. Seine Eltern sind russisch-jüdischer und ungarisch-jüdischer Herkunft. Er hat noch zwei ältere Brüder, den Regisseur Sam Raimi und Drehbuchautor Ivan Raimi, sowie eine Schwester, eine Anwältin. Sein ältester Bruder Sander starb 1968 bei einem Badeunfall in Israel im Alter von 15 Jahren. Raimi studierte an der University of Michigan, der New York University und der University of Detroit.
Seine erste nennenswerte Rolle hatte er in dem Horrorfilm Tanz der Teufel II, bei dem sein älterer Bruder Sam Raimi Regie führte. Danach war Ted Raimi in weiteren Horrorfilmen zu sehen und absolvierte Gastauftritte in Serien wie Alf und Baywatch, ehe er durch eine Hauptrolle in der von Steven Spielberg produzierten Science-Fiction-Serie SeaQuest DSV einem breiten Publikum bekannt wurde. Er schrieb auch Drehbücher zu einigen Folgen der Serie.
Große Popularität erlangte Ted Raimi auch durch seine wiederkehrende Rolle als liebenswerter Tollpatsch Joxer in der Fantasyserie Xena – Die Kriegerprinzessin, die von seinem Bruder produziert wurde.
In den letzten Jahren spielte Ted Raimi häufiger kleine bis mittelgroße Rollen in bekannten Hollywood-Produktionen wie Spider-Man, Spider-Man 2, Spider-Man 3 und The Grudge – Der Fluch. Außerdem ist er als Sprecher für Videospielcharaktere aktiv.
Ted Raimi tritt auch unter dem Künstlernamen Bill Ferguson auf.

## Filmografie
- 1974: You Nazi Spy (Kurzfilm)
- 1976: Uncivil War Birds (Kurzfilm)
- 1977: Six Months to Live (Kurzfilm)
- 1977: It’s Murder!
- 1977: Civil War Part II (Kurzfilm)
- 1978: Acting and Reacting (Kurzfilm)
- 1979: Spring Cleaning (Kurzfilm)
- 1980: Stryker's War
- 1981: Tanz der Teufel (The Evil Dead)
- 1981: Torro. Torro. Torro! (Kurzfilm)
- 1982: Cleveland Smith: Bounty Hunter (Kurzfilm)
- 1985: Die Killer-Akademie (Crimewave)
- 1985: Du sollst nicht töten – außer … (Thou Shalt Not Kill … Except)
- 1987: Tanz der Teufel II – Jetzt wird noch mehr getanzt (Evil Dead II)
- 1987: Blood Rage
- 1989: Bloodnight (Intruder)
- 1989: Knight und Daye (Knight & Daye, Fernsehserie, Episode 1x05)
- 1989: Die Girls Gang (Easy Wheels)
- 1989: Shocker
- 1989: Alien Nation (Fernsehserie, Episode 1x10)
- 1989: Alf (Fernsehserie, Episode 4x13 Die Hawaii-Party)
- 1990: Darkman
- 1990: Grüße aus Hollywood (Postcards from the Edge)
- 1991: Lunatics – Duell der Alpträume (Lunatics: A Love Story)
- 1991: Twin Peaks (Fernsehserie, 2 Episoden)
- 1992: Eddie Presley
- 1992: Die Stunde der Patrioten (Patriot Games)
- 1992: Candyman’s Fluch (Candyman)
- 1992: Baywatch – Die Rettungsschwimmer von Malibu (Baywatch, Fernsehserie, Episode 3x04 Harte Schule)
- 1992: Armee der Finsternis (Army of Darkness)
- 1992: Inside Out IV (Inside Out 4)
- 1992: Maniac Cop 3 (Maniac Cop III: Badge of Silence)
- 1992: L.A. Ripper (The Finishing Touch)
- 1992: The Fountain Clowns
- 1993: Born Yesterday – Blondinen küßt man nicht (Born Yesterday)
- 1993: Harte Ziele (Hard Target)
- 1993: Skinner
- 1993: Babe Watch – Die Nichtschwimmer von Malibu (Bikini Squad)
- 1993–1996: SeaQuest DSV (Fernsehserie, 54 Episoden)
- 1994: Haltlos (Floundering)
- 1994: Das Kartell (Clear and Present Danger)
- 1994: In This Corner
- 1995: The Expert
- 1995: Stuart Stupid – Eine Familie zum Kotzen (Stuart Saves His Family)
- 1996: American Gothic – Prinz der Finsternis (American Gothic, Fernsehserie, Episode 1x17)
- 1996: The First Man
- 1996: Apollo 11 (Fernsehfilm)
- 1996: The Shot
- 1996–2001: Xena – Die Kriegerprinzessin (Xena: Warrior Princess, Fernsehserie, 42 Episoden)
- 1997: Wes Craven’s Wishmaster (Wishmaster)
- 1997–1998: Hercules (Hercules: The Legendary Journeys, Fernsehserie, 3 Episoden)
- 1998: Hercules & Xena – Der Kampf um den Olymp (Hercules and Xena – The Animated Movie: The Battle for Mount Olympus, Stimme)
- 1999: Freak Talks About Sex
- 1999: Aus Liebe zum Spiel (For Love of the Game)
- 1999: Iggy Vile M.D. (Fernsehfilm)
- 2001: Horror in the Attic (The Attic Expeditions)
- 2001: Primetime Glick (Fernsehserie)
- 2002: Spider-Man
- 2002: Invader Zim (Fernsehserie, 2 Episoden, Stimme)
- 2002: Odyssey 5 (Fernsehserie, Episode 1x12)
- 2002: Fatal Kiss (Fernsehfilm)
- 2003: Traumpaar wider Willen (Between the Sheets)
- 2003: Piece of the Action (Pledge of Allegiance)
- 2004: Tales from the Crapper
- 2004: Spider-Man 2
- 2004: Der Fluch – The Grudge (The Grudge)
- 2004: Illusion
- 2005: CSI: NY (Fernsehserie, Episode 1x16 Heiße Ware)
- 2005: Man with the Screaming Brain
- 2005: Make Love! The Bruce Campbell Way (Stimme)
- 2005: Freezerburn
- 2006: Nice Guys (High Hopes)
- 2006: Kalamazoo?
- 2006: Masters of Horror (Fernsehserie, Episode 2x01 The Damned Thing – Texas Horror)
- 2006: The Grudge 1.5 (Kurzfilm)
- 2007: Die Liebe in mir (Reign Over Me)
- 2007: Spider-Man 3
- 2007: My Name Is Bruce
- 2007: 30 Days of Night: Dust to Dust (Miniserie, Episode 1x01)
- 2007: Millennium Crisis
- 2007: Planet Raptor – Angriff der Killersaurier (Planet Raptor, Fernsehfilm)
- 2007–2008: Code Monkeys (Fernsehserie, 6 Episoden, Stimme)
- 2008: Diamonds and Guns
- 2008: The Midnight Meat Train
- 2008: Supernatural (Fernsehserie, Episode 4x08 Wunschdenken)
- 2008, 2010: Legend of the Seeker – Das Schwert der Wahrheit (Legend of the Seeker, Fernsehserie, 2 Episoden)
- 2009: Drag Me to Hell
- 2009: Angel of Death
- 2010: VideoDome Rent-O-Rama (Kurzfilm)
- 2011: Your Dungeon, My Dragon (Fernsehserie, Episode 1x03)
- 2012: Attack of the 50 Foot Cheerleader
- 2013: Die fantastische Welt von Oz (Oz: The Great and Powerful)
- 2014: Murder of a Cat
- 2014: The Scariest Stories Ever Told (Kurzfilm)
- 2014: Semblance (Kurzfilm)
- 2015: Deathly Spirits (Fernsehserie)
- 2016: Ash vs Evil Dead (Fernsehserie, 7 Episoden)
- 2017: Buddy Thunderstruck (Fernsehserie, 11 Episoden, Stimme)
- 2017: Mother of Darkness – Das Haus der dunklen Hexe (Darkness Rising)
- 2018: Dallas & Robo (Fernsehserie, Episode 1x04, Stimme)
- 2018: Deadwax (Fernsehserie, 3 Episoden)
- 2019: Jac Kessler’s Popsy (Kurzfilm)
- 2020: Warpath
- 2020: Red Light (Kurzfilm)
- 2021: Creepshow (Fernsehserie, Episode 2x01)
- 2021: 18½ (18 1/2, Stimme)
- 2022: The Quarry (Computerspiel)